# Stadio Saturn
Lo stadio Saturn (in russo «Сатурн» Стадион?), noto anche come Leon Arena dal 2023 per ragioni di sponsorizzazione, è uno stadio costruito nel 1999 nella città di Ramenskoye, in Russia. La struttura ha una capienza di 16.500 spettatori ed ospita le partite casalinghe del Saturn Ramenskoe.